# Manuel Ortiz de Zevallos
Manuel Ortiz de Zevallos y García (Quito, 1809-Lima, 24 de abril de 1882) fue un abogado, diplomático y político peruano. Ministro de Relaciones Exteriores (1857-1858); ministro interino de Hacienda y Comercio; y presidente interino del Consejo de Ministros (1858), durante el segundo gobierno del mariscal Ramón Castilla.

## Biografía
Hijo del doctor Ignacio Ortiz de Zevallos y Erazo y de Ramona García. Empezó sus estudios de Derecho en el Convictorio de San Carlos, continuándolos en Londres y París. Hacia 1830 ingresó a servir en la administración pública, como oficial del Ministerio de Hacienda. En 1835 se graduó de bachiller en Sagrados Cánones en la Universidad Mayor de San Marcos y en 1839 se graduó de doctor. Fue opositor del mariscal Andrés de Santa Cruz y de la Confederación Perú-Boliviana.
El 2 de febrero de 1842 contrajo matrimonio con Josefa de Tagle y Echevarría, hija de José Bernardo de Tagle, IV Marqués de Torre Tagle (prócer de la Independencia y segundo presidente del Perú), la que, tiempo después, en 1864, recuperó para sí ese título nobiliario. El hijo de ambos, Ricardo Ortiz de Zevallos y Tagle (que fue también diplomático y canciller del Perú), heredó el marquesado, así como las propiedades del abuelo.
En 1857, durante el segundo gobierno de Ramón Castilla, fue nombrado ministro de Relaciones Exteriores, integrando el primer Consejo de Ministros de la historia peruana, organizado de acuerdo a lo estipulado en la Constitución Política de 1856.
Como Canciller, le tocó enfrentar el estallido del conflicto con el Ecuador, a raíz de que este país decidiera pagar su deuda con Inglaterra con territorios de la selva amazónica en disputa con el Perú. También se encargó interinamente del despacho de Hacienda y Comercio. Y presidió interinamente el Consejo de Ministros, entre mayo y julio de 1857, tras el retiro de su titular, el general José María Raygada, por motivos de salud. Así, se convirtió en el primer civil en ocupar dicho cargo. Durante su breve gestión, fue acusado de recibir pagos indebidos para favorecer contratos de guano a la Compañía General Marítima de Francia.
Fue además gran coleccionista de obras de arte y aficionado a la botánica.